# Division d'Honneur 1904-1905
La Division d'Honneur 1904-1905 è stata la decima edizione della massima serie del campionato belga di calcio disputata tra il 2 ottobre 1904 e il 16 aprile 1905 e conclusa con la vittoria del Union Saint-Gilloise, al suo secondo titolo.
Capocannoniere fu Robert De Veen (FC Brugeois).

## Formula
L'Olympia Club de Bruxelles rinunciò all'iscrizione così le squadre partecipanti furono undici e disputarono un turno di andata e ritorno per un totale di 20 partite.
Nessuna venne retrocessa in Division 2 ma l'Athletic & Running Club de Bruxelles rinunciò a partecipare alla stagione successiva.

## Squadre
| Squadra                              | Città        | Stadio | Stagione 1903-1904  |
| ------------------------------------ | ------------ | ------ | ------------------- |
| FC Liégeois                          | Liegi        |        | 4º gruppo B         |
| Beerschot AC                         | Anversa      |        | 7º gruppo A         |
| Léopold Club de Bruxelles            | Bruxelles    |        | 4º girone finale    |
| Racing Club Bruxelles                | Uccle        |        | 2º girone finale    |
| Athletic & Running Club de Bruxelles | Uccle        |        | 6º gruppo A         |
| FC Brugeois                          | Bruges       |        | 3º gruppo finale    |
| Verviers FC                          | Verviers     |        | 5º gruppo B         |
| CS Brugeois                          | Bruges       |        | 3º gruppo A         |
| Anversa                              | Anversa      |        | 4º gruppo A         |
| Union Saint-Gilloise                 | Saint-Gilles |        | Campione del Belgio |
| Daring Club de Bruxelles             | Bruxelles    |        | 3º gruppo B         |

## Classifica finale
|                   | Pos. | Squadra                              | Pt | G  | V  | N | P  | GF | GS  | DR   |
| ----------------- | ---- | ------------------------------------ | -- | -- | -- | - | -- | -- | --- | ---- |
| Belgio (bandiera) | 1.   | Union Saint-Gilloise                 | 35 | 20 | 17 | 1 | 2  | 83 | 12  | +71  |
|                   | 2.   | Racing Club de Bruxelles             | 30 | 20 | 13 | 4 | 3  | 76 | 25  | +51  |
|                   | 3.   | FC Brugeois                          | 28 | 20 | 13 | 2 | 5  | 63 | 26  | +37  |
|                   | 4.   | FC Liégeois                          | 27 | 20 | 13 | 1 | 6  | 48 | 29  | +19  |
|                   | 5.   | Daring Club de Bruxelles             | 24 | 20 | 11 | 2 | 7  | 44 | 33  | +11  |
|                   | 6.   | Beerschot AC                         | 20 | 20 | 9  | 2 | 9  | 47 | 43  | +4   |
|                   | 7.   | CS Verviétois                        | 16 | 20 | 8  | 0 | 12 | 43 | 68  | -25  |
|                   | 8.   | CS Brugeois                          | 15 | 20 | 6  | 3 | 10 | 33 | 40  | -7   |
|                   | 9.   | Léopold Club de Bruxelles            | 14 | 20 | 6  | 2 | 12 | 40 | 60  | -20  |
|                   | 10.  | Anversa                              | 9  | 20 | 4  | 1 | 14 | 28 | 58  | -30  |
|                   | 11.  | Athletic & Running Club de Bruxelles | 0  | 20 | 0  | 0 | 20 | 5  | 116 | -111 |

Legenda:

      Campione del Belgio
      Non iscritto alla stagione successiva
Note:

Due punti a vittoria, uno a pareggio, zero a sconfitta.

### Verdetti
- Union Saint-Gilloise campione del Belgio 1904-05.
- Athletic & Running Club de Bruxelles non iscritto alla stagione successiva.